# Henri-Marie Guilluy
Henri-Marie Guilluy (* 5. Dezember 1911 in Ruitz; † 2008) war ein französischer römisch-katholischer Geistlicher, Benediktiner, Klostergründer und Ordensgründer. Er steht am Anfang der Benediktinerkongregation Notre-Dame d'Espérance.

## Leben und Werk
Henri Charles Joseph Guilly, Sohn eines Arztes, trat in die Benediktinerabtei Wisques ein, nahm den Ordensnamen Henri-Marie an und legte 1935 die Profess ab. 1939 wurde er zum Priester geweiht und später Novizenmeister. Inspiriert durch Hermann von Reichenau und ermuntert durch Abt Augustin Savaton (1878–1965, Abt von 1928 bis 1960) gründete Guilly 1966 in Croixrault das (vom Bistum Amiens gestiftete) Priorat Notre-Dame de l’Espérance (Maria Hoffnung) mit der besonderen Zielsetzung, Behinderten ein Klosterleben zu ermöglichen. Der Erfolg führte rasch zu weiteren Gründungen in Frankreich. 1977 als Einrichtung staatlich anerkannt, 1984 bischöflich, wurde die Kongregation Maria Hoffnung 1990 in den Benediktinerorden eingegliedert. Nach dem Tod von Guilluy wurde Jean-Yves Mercier sein Nachfolger als Generalprior.

## Weitere Häuser der Kongregation
- 1969: Prieuré Saint-Baptiste in Échourgnac (nahe einer Trappistinnenabtei)
- 1975: Prieuré Notre-Dame des Champs am Ort Bouchaud bei Arles (mit Noviziat)
- 1979: Abbaye-Prieuré Notre-Dame de la Grainetière in Les Herbiers
- 1986: Prieuré Saint-Benoît in Chérence
- 1990: Prieuré Notre-Dame de Montcy-Saint-Pierre in Charleville-Mézières
- 1990: Prieuré Sainte-Bernadette in Montaut (Pyrénées-Atlantiques) (unweit des Wallfahrtsklosters Bétharram)
- 1992: Prieuré Sainte-Claire in Martigny (Seine-Maritime)
- 1997: Prieuré Notre-Dame-de-Primecombe in Fontanès (Gard)
- 1997: Prieuré Saint-François-de-Sales in Évian
- 1998–2014: Prieuré du Saint Esprit de Marcassu in Cateri (Korsika)